# Museo Alberto Arvelo Torrealba

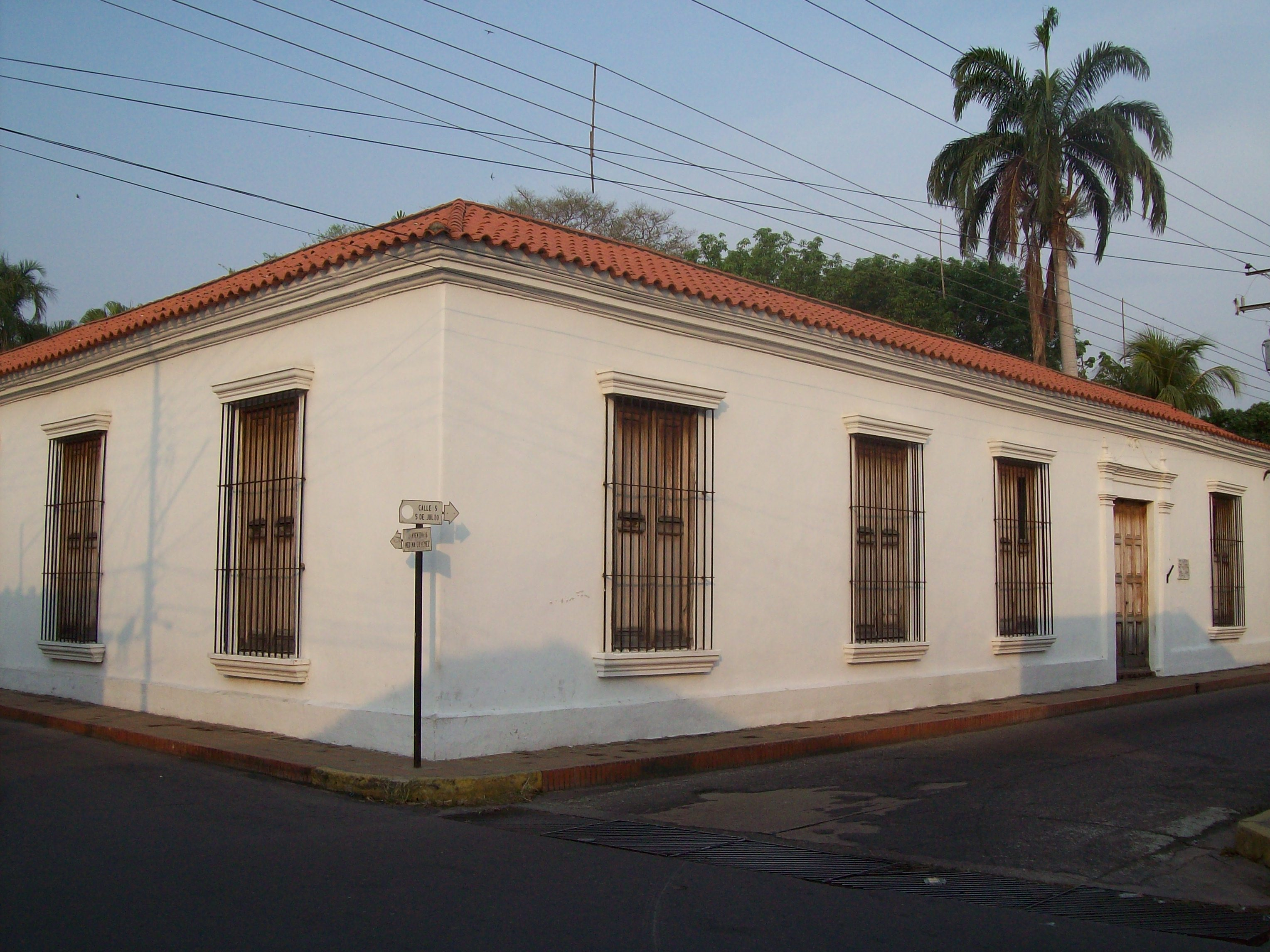
Ubicada en el cruce entre la Avenida Medína Jiménez y la Calle 5 de Julio (Centro de la Ciudad de Barinas)

El Museo Alberto Arvelo Torrealba es un icono de la ciudad de Barinas (Venezuela) ya que tiene su sede en la Casa de los Pulido, lugar donde se realizó un baile en honor a Simón Bolívar en el año 1813. En el mismo museo se custodian objetos personales del poeta barinés Alberto Arvelo Torrealba.

## Historia
El museo está emplazado en el centro histórico de la ciudad de Barinas, muy cerca de la plaza Bolívar (antiguamente conocida como plaza mayor). Los orígenes de La Pulida están asociados a la presencia del maestre de campo y futuro alcalde Manuel Antonio Pulido y León, originario de España.
A finales del siglo XIX se sustituye la balaustrada de madera por un enverjado de hierro.
El 30 de junio de 1976 la Junta Nacional Protectora y Conservadora del Patrimonio Histórico y Artístico de la Nación lo declara Monumento Histórico Nacional.
Dos años después, el 23 de mayo de 1979 se vende a la gobernación del estado Barinas por un valor de 500 000 bolívares.
El 3 de septiembre de 1979 se crea el Museo Alberto Arvelo Torrealba.

## Descripción
Es inmueble, de una sola planta en forma semi rectangular, de 545 metros cuadrados, con fachadas sencillas y pintadas a base de cal.
La entrada principal es un portal enmarcado por pilastras con capiteles lineales. Se accede a este a través de un zaguán decorado por columnas de orden toscano.

## Valor patrimonial
Conserva una colección de llanería y recuerdos de la historia de Barinas y sus personajes.